# 空气少女艾儿

空氣少女艾兒人物設定

空氣少女艾兒（英語：／日语：）是由希萌創意創造的一個新鮮空氣的萌擬人化角色，也是其團隊的第一個作品。
與初夏的東港之櫻-絢櫻、迷路小瑪在萬金-瑪姬、東津萌米 穗姬並稱「屏東四天王」。

## 緣起
屏科大車輛工程系自2009年承辦行政院環境保護署與中華民國教育部指導、行政院國家科學委員會補助的怠速熄火計畫《環保署/國科會空污防制科研合作計畫》，其目的為宣導永續精神與停等區怠速熄火的正確觀念。屏科大車輛工程系學生楊家宇（SIMON）在花費了半年以上時間溝通後，於2013年1月初得到了教育部及屏科大的補助經費，在4月19日時找齊了負責經營的團隊，也就是艾兒生日的由來；6月時其粉絲專頁開始營運。

## 發展
粉絲專頁開始營運約一週讚數便突破9000，但教授們並沒有意願追加新的經費。2013年雙十節前夕，粉絲專頁發布了一張天兔颱風的同人圖，引發家長向教育部投訴，因此教育部及屏科大要求撤除粉絲專頁，結束了其宣傳計畫。
2014年2月，希萌創意重啟空氣少女並以「空氣少女注意報Rinascimento」之名成立新的facebook粉絲專頁，不過與原本計畫無關。

## 出版書籍

### 輕小說
| 標題                                     | 東立出版社    | 東立出版社         | 東立出版社 | 東立出版社 |
| 標題                                     | 發售日期      | ISBN               | 作者       | 插畫       |
| ---------------------------------------- | ------------- | ------------------ | ---------- | ---------- |
| 空氣少女Air艾兒                          | 2017年7月27日 | ISBN 9864860798    | 風聆       | 風林火山   |
| 空氣少女～在隕石墜落前用ＲＰＧ拯救世界！ | 2020年3月19日 | ISBN 9789572648797 | 值言       | 手刀葉     |

## 外部連結
- 空氣少女注意報-妖狐艾兒2.0的Facebook專頁
- 官方網站空氣少女注意報Rinascimento介紹